# Creúsa (hija de Erecteo)
En la mitología griega, Creúsa es hija de Erecteo, primer rey de Atenas, y de su esposa Praxítea. Es la protagonista de la tragedia de Eurípides Ion.
Creúsa se casó con Juto, hijo del rey de Tebas, con quien no tuvo descendencia. Fue violada por Apolo junto al oráculo de Delfos, donde dio a luz a Ion. Creúsa dejó a su hijo bastardo en el templo, donde fue recogido por la Pitia, quien lo inició en los misterios de Apolo, sin que este supiera la verdad sobre su origen. 
En la obra de Eurípides, Juto, desesperado por no poder concebir un hijo con Creúsa, acude junto a ella a Delfos para demandar la llegada de progenie para el trono de Atenas; Apolo miente y asegura a Juto que la primera persona que vea a la salida del templo es su hijo. En efecto, Ion fue la primera persona que Juto vio tras el vaticinio de Febo, y este saltó a sus brazos llamándole hijo. Luego se realizó un banquete como celebración, mientras Creúsa trataba de conocer el destino del hijo que concibió con Apolo, sin resultado. Al final de la historia, Atenea se les aparece para decirles la verdad, es decir, que Ion es realmente hijo de Creúsa y de Apolo.
En la versión hesiódica Juto y Creúsa engendraron a Aqueo, a Ion y a Diomede.